# Begleitalkoholanalyse
Die Begleitalkoholanalyse ist ein rechtsmedizinisches Verfahren, bei dem Blut oder Serum auf so genannte Begleitalkohole untersucht wird.

## Grundlage
Die in den alkoholischen Getränken enthaltenen Begleitalkohole werden zusammen mit Ethanol resorbiert und wie dieser auch mit dem Blutkreislauf im Körperwasser verteilt. Die aus forensischer Sicht relevanten Begleitalkohole Methanol, n-Propanol und Isobutanol unterscheiden sich bezüglich ihrer Wasserlöslichkeit nur geringfügig von der des Ethanols. Sie werden wie Ethanol vor allem über die Alkoholdehydrogenase (ADH) als Katalysator abgebaut. Dadurch kann Ethanol den Abbau der Begleitalkohole beeinflussen. Zur Trennung der Begleitalkohole und Ethanol ist die Gaschromatographie Methode der Wahl.

## Zutaten-Marker
In den letzten Jahren wurde eine neuartige Begleitalkoholanalyse entwickelt, die getränkespezifische Stoffe nachweist, die bei der Herstellung des Getränks entstehen. Diese Marker sollten idealerweise nur in diesem Getränk und nicht in anderen Getränken, Nahrungsmitteln oder in der Umwelt vorhanden sein.
So konnte vorangegangener Bierkonsum durch den Nachweis von iso-alpha-Säure-Verbindungen im Blut eindeutig nachgewiesen werden, die aus dem beim Brauprozess verwendeten Hopfen entstehen. Diese Verbindungen konnten in Blut noch mehrere Stunden nach dem Bierkonsum in kontrollierten Trinkstudien, die Biere mit niedrigem und hohem Gehalt an Hopfen beinhalteten, nachgewiesen werden. Diese Methodik stellt neue Möglichkeiten für Begleitalkoholanalyse dar, während andere Inhaltsstoff-spezifische Marker (z. B. für Wein oder Spirituosen) schon in der Entwicklungsphase sind.

## Bedeutung
Relevant ist das Verfahren vor allem bei Trunkenheit im Straßenverkehr zur Bestätigung oder Widerlegung von Nachtrunkbehauptungen oder zur Suche nach Anzeichen für eine Alkoholkrankheit.

### Nachtrunkbehauptungen
Gelegentlich erklären Beschuldigte ihre Alkoholisierung im Rahmen von Verkehrsdelikten dadurch, sie hätten erst nach der Teilnahme am Straßenverkehr eine größere Menge eines alkoholischen Getränkes zu sich genommen. Dieser Nachtrunk soll dann die mit der Blutentnahme festgestellte Blutalkoholkonzentration erklären. Stehen keine glaubwürdigen Zeugen zur Bestätigung oder Widerlegung dieser Angaben zur Verfügung, besteht durch die Begleitalkoholanalyse unter bestimmten Umständen die Möglichkeit, die Nachtrunkangaben zu überprüfen. Notwendig dazu ist die Kenntnis des angeblich getrunkenen Getränks und der Zeitpunkt des Nachtrunks. Wenn bei der Untersuchung das Muster der Begleitalkohole des angeblich getrunkenen Getränkes im Blut nicht wiedergefunden wird, ist dies ein Indiz gegen die Nachtrunkbehauptung. Für die Charakterisierung von Getränken sind die Begleitalkohole n-Propanol und Isobutanol von besonderer Bedeutung.

### Marker für Alkoholkrankheit
Bei einem Ethanolspiegel um 100 mg/kg ist die ADH durch Ethanol so weit blockiert, dass der Abbau von Methanol und 2-Propanol vollständig gehemmt wird. Oberhalb dieses Schwellenwertes werden beide Alkohole ethanolinduziert neugebildet. Dadurch steigen bei einer längeren Alkoholisierungphase die Spiegel beider Substanzen an.
Sieht man von methanolreichen Obstbränden ab, sind die Methanolspiegel vor allem auf die ethanolinduzierte Neubildung zurückzuführen. Methanolspiegel über 10 mg/kg gelten als Hinweis auf einen problematischen Alkoholkonsum ohne längere Phasen der Alkoholnüchternheit.
In korrekt hergestellten alkoholischen Getränken ist kein 2-Propanol zu finden. Es entsteht im Körper durch Reduktion aus Aceton, das ebenfalls gaschromatographisch im Blut bestimmt werden kann. Bei körperlicher Belastung oder Alkoholisierung können im Blut die Konzentrationen von Aceton und 2-Propanol ansteigen. Beide Substanzen gelten neben Methanol als Indikatoren für einen problematischen Alkoholgebrauch.
Ebenso wie andere Laborparameter sind diese Marker nicht beweisend für einen Alkoholmissbrauch.